# Осіна Валентина Інокентіївна
Валентина Інокентіївна Осіна (нар. 21 січня 1953, смт. Нижньогірський, тепер Автономна Республіка Крим) — українська радянська діячка, новатор виробництва, монтажниця заводу телевізорів імені 50-річчя СРСР Сімферопольського виробничого об'єднання «Фотон» Кримської області. Депутат Верховної Ради УРСР 10-го скликання.

## Біографія
Народилася в родині шофера «Кримканалбуду». Навчалася у Нижньогірській середній школі Кримської області.
Закінчила Сімферопольське професійно-технічне училище № 1. Член ВЛКСМ.
З 1971 року — монтажниця Сімферопольського заводу телевізорів імені 50-річчя СРСР виробничого об'єднання «Фотон» Кримської області.
Освіта середня спеціальна. Без відриву від виробництва закінчила вечірнє відділення Київського технікуму радіоелектроніки.
Потім — на пенсії в місті Сімферополі.